# Алексеенко, Александр Александрович
Александр Александрович Алексеенко (род. 20 июля 1973, Волгоград, СССР) — российский регбийный тренер, известный по работе с мужской сборной России по регби-7. Заслуженный тренер России (2006).

## Биография
Родился в Волгограде. Закончил Московскую государственную академию физической культуры (МГАФК).
Тренерскую карьеру начал в ВВА-Подмосковье. В 2008 году стал главным тренером команды Кубань. С 2018 по 2019 год — тренер «Красного Яра». С 2020 года — главный тренер женской команды ЦСКА.
С 2008 по 2009 и с 2012 по 2014 года Алексеенко работал главным тренером мужской сборной России по регби-7. В 2013 году привел команду к победе на Универсиаде в Казани. В 2014 году работал как тренер защитников сборной России по регби. 9 ноября 2021 года был назначен исполняющим обязанности главного тренера женской сборной России по регби-7, а 30 ноября 2021 года был утверждён в этой должности. 

## Награды
- Медаль «100 лет образования Татарской Автономной Советской Социалистической Республики» (30 января 2025 года) — за большой вклад в достижение спортсменами высоких спортивных результатов в соревнованиях по регби среди мужских команд сезона 2023/24 года[2]
- Награжден Почётной грамотой президента России, Почётным знаком «За заслуги в развитии физической культуры и спорта».